# کوبرن-گوندورف
کوبرن-گوندورف (به آلمانی: Kobern-Gondorf) یک شهر در آلمان است که در ماین-کبلنتس واقع شده‌است. کوبرن-گوندورف ۳٬۲۶۹ نفر جمعیت دارد.